# Jaume Mateu i Martí
Jaume Mateu Martí (Buñola, Baleares, 1957) es escritor español.
Desde 2005 es el presidente de la Obra Cultural Balear. Es uno de los fundadores del Col·lectiu Cultural Sitja, de Buñola y coopera con Can Gazà, casa autogestionada de excluidos sociales enfermos. Es miembro, en calidad de «experto de reconocido prestigio», del Consejo Económico y Social de Palma de Mallorca.

## Obra
Poesía
- Enderrocaments abissals (1984),
- Botons de foc (1987)
- El color del diumenge (1995), premi Bernat Vidal i Tomàs[5]

Narrativa
- D’eben i mel (1986)
- La pietà (2003), premi Alexandre Ballester[5]
- El balancí de la mare (2005), premi de Narrativa Mediterrània Pare Colom[5]

No ficción
- Marginàlia : Jaume Santandreu i l'exclusió social a Mallorca (1967-2007) [6]